# Le Chemineau (film, 1917)
Pour les articles homonymes, voir Le Chemineau.

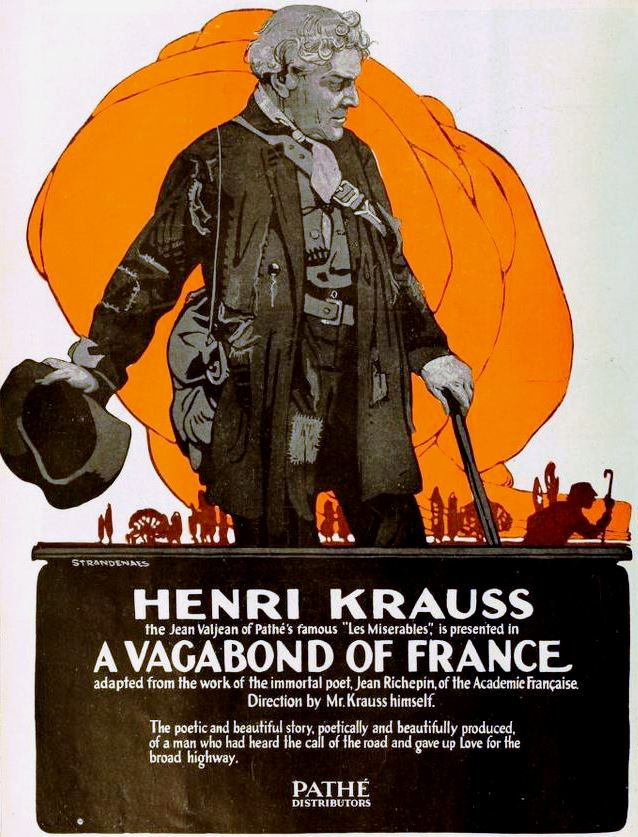
Affiche américaine du film.

Le Chemineau est un film réalisé par Henry Krauss, sorti en 1916 ou 1917.

## Synopsis
Le chemineau est un travailleur robuste et indépendant, poète à ses heures. Toinette se laisse séduire. Il reprend la route, mais revient vingt ans plus tard, et apprend qu'il a eu un fils.

## Fiche technique
- Réalisation : Henry Krauss
- Scénario : d'après la pièce de Jean Richepin[2]
- Production : S.C.A.G.L.[3]
- Durée : 65 minutes
- Date de sortie : 1916[4] ou 1917[5]

## Distribution
- Henry Krauss : Le chemineau
- Max Charlier : Maître Pierre
- Anthonin : François
- Jacques Colsy :  Toinet
- Yvonne Sergyl
- Charlotte Barbier-Krauss